# 프로도 배긴스
프로도 배긴스(Frodo Baggins)는 반지의 제왕에서 반지 운반자로 등장을 한다. 빌보 배긴스의 양자 아들이며, 드로고의 아들이다.
양자 아버지인 빌보 배긴스의 절대 반지를 이어받아 절대 반지를 파괴하는 반지 원정대의 운반자로서 모르도르로 절대 반지를 파괴하러 떠난다.

## 생애
드로고의 아들로 태어나 빌보의 양자 아들이 된다. 그리고, 빌보의 111번째 생일 잔치 때 빌보는 반지의 제왕 책을 완성하려 깊은골로 떠난다. 그리고, 가기전에 절대 반지의 유혹을 벗어나 간달프가 세계 처음, 앞으로도 1명만 손을 그대로 절대 반지를 놓은 사람이 될 것이라 반지의 제왕: 반지 원정대에서 말한다. 그리고 양자 아들인 프로도가 이어받고, 그 장대한 반지의 제왕이야기가 시작된다. 그리고, 절대 반지의 파괴에 성공하고, 사우론은 파멸했다. 그리고, 빌보와 함께 천상계로 건너간다. 그 이유는 절대 반지가 남긴 상처와 유혹 때문이다. 하지만 천상계에 가서 살려면 동족이 필요하고, 물론 절대 반지의 상처를 남긴 빌보 배긴스, 양아버지와 천상계로 건너간다.

## 각색
피터 잭슨 감독의 《반지의 제왕》 삼부작 (2001 - 2003)에서는 미국의 배우 일라이저 우드가 프로도 역을 맡았다.